# Sergio Millares Cantero
Sergio Millares Cantero (Las Palmas, 22 de junio de 1956) es un profesor e historiador español, especialista en la historia contemporánea de Canarias y en la figura del presidente de la República Española, Juan Negrín.

## Biografía
Licenciado en Geografía e Historia por la Universidad de La Laguna, trabaja como profesor de enseñanza secundaria en su localidad natal. Como historiador, ha dirigido sus pasos hacia la historia contemporánea de España, centrándose en especial en Canarias y el período de la Guerra Civil en las islas, sobre la que ha publicado gran número de trabajos que analizan la represión política que sufrieron quienes se encontraban en el archipiélago al tiempo del golpe de Estado que dio inicio a la guerra. También se ha interesado por dos figuras canarias de relevancia en la historia de España: el republicano radical, ministro de Obras Públicas en la República, Rafael Guerra del Río y el que fuera presidente de la República al final de la guerra, el socialista Juan Negrín. Su vinculación como historiador y biógrafo de Negrín le ha convertido en uno de los especialistas españoles en su figura, siendo asesor de la Fundación Juan Negrín.

## Obras
Entre otras, es autor de las siguientes obras individuales y colectivas, así como de multitud de artículos en revistas y publicaciones especializadas. Es, además director de la revista digital de historia, Canarii.
- Millares Cantero, Sergio (2010). Negrín y Canarias durante la Guerra Civil Española estudio de la correspondencia recibida por el científico y político canario referente a las Islas (1937-1945). ISBN 9788461356959.
- — (2008). «Los falangistas canarios en el frente de Toledo: de idealistas convencidos a asesinos en masa». La guerra civil en Castilla-La Mancha, 70 años después: actas del Congreso Internacional. ISBN 978-84-8427-555-8.
- — (1994). Fernando Sagaseta: la vida de un luchador irremediable. Centro de la Cultura Popular Canaria. ISBN 84-88796-12-9.
- — (1998). España en el siglo XX. Dos Orillas. Edinumen. ISBN 8489756899.
- — (1987).  Cabildo Insular de Gran Canaria, ed. Rafael Guerra del Río: de "joven bárbaro" a ministro de Obras Públicas. Las Palmas. ISBN 84-85628-59-4.
- Alcaraz Abellán, José; Anaya Hernández, Alberto; — (1986). «Los extranjeros y la guerra civil en la provincia de Las Palmas 1936-1939». VII Coloquio de historia canario-americano. Las Palmas de Gran Canaria: Cabildo Insular de Gran Canaria. OCLC 890704941.

## Exposiciones y catálogos
- Exposición y catálogo: Juan Negrín, el estadista. La tranquila energía de un hombre de Estado. Las Palmas de Gran Canaria (2005) Fundación Juan Negrín: 2005.